# Superligaen 2016-2017
La Superligaen 2016-2017 è stata la 104ª edizione della massima serie del campionato danese di calcio e 27ª come Superligaen. Da questa stagione le squadre partecipanti alla massima serie sono 14. Il campionato è stato vinto dal FC København per la dodicesima volta.

## Stagione

### Novità
Da questa stagione alla Superligaen parteciperanno 14 squadre anziché 12.
Al termine della stagione 2015-2016, l'Hobro è stata retrocessa in 1. Division. Al suo posto sono approdate in massima serie il Lyngby, il Silkeborg e l'Horsens.
La formula prevedere una prima fase di campionato andata-ritorno. Alla fine di essa si passerà alla seconda fase, spiegata qui sotto, dove si andranno a formare 3 mini-campionati, riprendendo le posizioni nella classifica della prima fase, elencati e spiegati qui sotto.

## Squadre partecipanti
| Club         | Stagione | Città          | Stadio                    | Stagione 2015-16         |
| ------------ | -------- | -------------- | ------------------------- | ------------------------ |
| Aalborg      | dettagli | Aalborg        | Energi Nord Arena         | 5º posto in Superligaen  |
| Aarhus       | dettagli | Aarhus         | Atletion                  | 10º posto in Superligaen |
| Brøndby      | dettagli | Brøndby        | Brøndby Stadion           | 4º posto in Superligaen  |
| Copenaghen   | dettagli | Copenaghen     | Parken Stadium            | Campione di Danimarca    |
| Esbjerg      | dettagli | Esbjerg        | Blue Water Arena          | 11º posto in Superligaen |
| Horsens      | dettagli | Horsens        | CASA Arena Horsens        | 3º posto in 1.Division   |
| Lyngby       | dettagli | Lyngby-Taarbæk | Stadio Lyngby             | 1º posto in 1.Division   |
| Midtjylland  | dettagli | Herning        | MCH Arena                 | 3º posto in Superligaen  |
| Nordsjælland | dettagli | Farum          | Farum Park                | 9º posto in Superligaen  |
| Odense       | dettagli | Odense         | Stadio Fionia Park        | 7º posto in Superligaen  |
| Randers      | dettagli | Randers        | Stadio Essex Park Randers | 6º posto in Superligaen  |
| Silkeborg    | dettagli | Silkeborg      | MASCOT Park               | 2º posto in 1.Division   |
| SønderjyskE  | dettagli | Haderslev      | Haderslev Fodboldstadion  | 2º posto in Superligaen  |
| Viborg       | dettagli | Viborg         | Viborg Stadion            | 8º posto in Superligaen  |

## Prima fase

### Classifica
|  | Pos. | Squadra      | Pt | G  | V  | N | P  | GF | GS | DR  |
|  | ---- | ------------ | -- | -- | -- | - | -- | -- | -- | --- |
|  | 1.   | Copenaghen   | 64 | 26 | 19 | 7 | 0  | 57 | 10 | +47 |
|  | 2.   | Brøndby      | 52 | 26 | 15 | 7 | 4  | 52 | 23 | +29 |
|  | 3.   | Lyngby       | 39 | 26 | 11 | 6 | 9  | 25 | 23 | +2  |
|  | 4.   | SønderjyskE  | 39 | 26 | 10 | 9 | 7  | 30 | 32 | -2  |
|  | 5.   | Midtjylland  | 38 | 26 | 10 | 8 | 8  | 44 | 29 | +15 |
|  | 6.   | Nordsjælland | 35 | 26 | 9  | 8 | 9  | 41 | 41 | 0   |
|  | 7.   | Randers      | 31 | 26 | 9  | 6 | 11 | 26 | 32 | -6  |
|  | 8.   | Aalborg      | 31 | 26 | 9  | 6 | 11 | 28 | 38 | -10 |
|  | 9.   | Silkeborg    | 30 | 26 | 7  | 9 | 10 | 31 | 46 | -15 |
|  | 10.  | Horsens      | 29 | 26 | 7  | 8 | 11 | 29 | 45 | -16 |
|  | 11.  | Odense       | 28 | 26 | 7  | 7 | 12 | 26 | 32 | -6  |
|  | 12.  | Aarhus       | 25 | 26 | 6  | 7 | 13 | 33 | 40 | -7  |
|  | 13.  | Viborg       | 25 | 26 | 6  | 7 | 13 | 29 | 40 | -11 |
|  | 14.  | Esbjerg      | 24 | 26 | 5  | 9 | 12 | 28 | 48 | -20 |

Legenda:
      ammesse ai play-off campione di Danimarca
      Ammesse al girone A dei play-out
      Ammesse al girone B dei play-out
Note:

Tre punti a vittoria, uno a pareggio, zero a sconfitta.

### Risultati
|              | Aal  | Aar  | Bro  | Cop  | Esb  | Hor  | Lyn  | Mid  | Nor  | Ode  | Ran  | Sil  | Son  | Vib  |
| ------------ | ---- | ---- | ---- | ---- | ---- | ---- | ---- | ---- | ---- | ---- | ---- | ---- | ---- | ---- |
| Aalborg      | –––– | 2-1  | 0-1  | 1-2  | 2-1  | 1-1  | 1-0  | 1-1  | 1-1  | 2-2  | 2-1  | 3-0  | 0-1  | 1-0  |
| Aarhus       | 1-2  | –––– | 0-7  | 0-1  | 6-2  | 1-1  | 0-1  | 1-1  | 3-1  | 1-2  | 1-2  | 0-0  | 1-2  | 2-1  |
| Brøndby      | 2-0  | 1-0  | –––– | 1-1  | 4-0  | 2-2  | 3-2  | 2-1  | 2-3  | 3-0  | 2-2  | 3-1  | 4-0  | 1-2  |
| Copenaghen   | 1-1  | 2-0  | 0-0  | –––– | 2-0  | 5-0  | 3-0  | 3-1  | 4-0  | 2-0  | 1-0  | 2-0  | 4-0  | 4-0  |
| Esbjerg      | 3-0  | 2-2  | 1-1  | 0-4  | –––– | 1-1  | 2-2  | 1-3  | 2-2  | 3-2  | 1-1  | 0-0  | 3-0  | 1-3  |
| Horsens      | 3-0  | 1-5  | 0-2  | 0-2  | 1-0  | –––– | 2-1  | 1-5  | 0-0  | 1-1  | 1-0  | 3-3  | 1-1  | 1-2  |
| Lyngby       | 1-0  | 0-0  | 1-0  | 0-1  | 0-0  | 0-1  | –––– | 1-0  | 0-1  | 2-2  | 0-2  | 1-1  | 2-0  | 1-0  |
| Midtjylland  | 2-0  | 0-1  | 3-3  | 1-3  | 3-0  | 5-2  | 1-1  | –––– | 1-2  | 1-0  | 2-2  | 3-0  | 2-2  | 0-0  |
| Nordsjælland | 1-2  | 3-2  | 1-1  | 1-1  | 3-0  | 2-1  | 0-1  | 0-4  | –––– | 0-1  | 1-1  | 5-1  | 2-3  | 4-3  |
| Odense       | 4-0  | 2-1  | 1-0  | 0-3  | 0-1  | 0-1  | 1-2  | 0-1  | 3-1  | –––– | 3-0  | 0-0  | 0-1  | 0-0  |
| Randers      | 0-1  | 1-1  | 0-1  | 2-2  | 0-2  | 1-0  | 2-0  | 0-2  | 2-1  | 3-0  | –––– | 1-0  | 0-4  | 2-1  |
| Silkeborg    | 5-3  | 1-0  | 0-2  | 1-3  | 3-0  | 1-0  | 0-4  | 2-1  | 2-2  | 1-1  | 2-0  | –––– | 1-1  | 1-5  |
| SønderjyskE  | 1-1  | 1-2  | 1-2  | 1-1  | 1-1  | 2-0  | 0-1  | 1-0  | 0-0  | 1-0  | 1-0  | 2-2  | –––– | 1-0  |
| Viborg       | 2-1  | 1-1  | 1-2  | 0-0  | 2-1  | 2-4  | 0-1  | 0-0  | 0-4  | 1-1  | 0-1  | 1-3  | 2-2  | –––– |

## Seconda fase

### Play-off
Si qualificano a questa fase le sei migliori classificate della prima fase, e da qui si decreterà il campione di Danimarca, chi si qualifica al secondo turno preliminare di Champions League 2017-2018, al primo turno di qualificazione dell'Europa League 2017-2018 e chi disputerà la finale dello spareggio per l'Europa League 2017-2018.

### Classifica
|                      | Pos. | Squadra      | Pt | G  | V  | N  | P  | GF | GS | DR   |
| -------------------- | ---- | ------------ | -- | -- | -- | -- | -- | -- | -- | ---- |
| Danimarca (bandiera) | 1.   | Copenaghen   | 84 | 36 | 25 | 9  | 2  | 74 | 20 | + 54 |
|                      | 2.   | Brøndby      | 62 | 36 | 18 | 8  | 10 | 62 | 40 | + 22 |
|                      | 3.   | Lyngby       | 58 | 36 | 17 | 7  | 12 | 42 | 35 | + 7  |
|                      | 4.   | Midtjylland  | 54 | 36 | 15 | 9  | 12 | 67 | 53 | + 14 |
|                      | 5.   | Nordsjælland | 49 | 36 | 13 | 10 | 13 | 59 | 55 | + 4  |
|                      | 6.   | SønderjyskE  | 46 | 36 | 12 | 10 | 14 | 44 | 54 | - 10 |

Legenda:
      Campione di Danimarca e ammessa al secondo turno preliminare diUEFA Champions League 2017-2018
      Ammessa al secondo e al primo turno preliminare di UEFA Europa League 2017-2018
      Ammessa alla finale per lo spareggio per l'UEFA Europa League 2017-2018
Note:

Tre punti a vittoria, uno a pareggio, zero a sconfitta.

### Risultati
|              | Bro  | Cop  | Lyn  | Mid  | Nor  | Son |
| ------------ | ---- | ---- | ---- | ---- | ---- | --- |
| Brøndby      | –––– | 0-1  | 0-2  | 3-2  | 1-2  | 1-1 |
| Copenaghen   | 1-0  | –––– | 3-0  | 3-1  | 1-1  | 2-0 |
| Lyngby       | 1-2  | 3-1  | –––– | 2-2  | 2-1  | 2-0 |
| Midtjylland  | 4-2  | 3-2  | 0-3  | –––– | 3-1  | 3-1 |
| Nordsjælland | 0-1  | 1-1  | 2-0  | 2-3  | –––– | 4-1 |
| SønderjyskE  | 3-0  | 1-2  | 1-2  | 5-2  | 1-4  |     |

### Play-out girone A
Si qualificano a questo turno le squadre classificate alla settima, decima, undicesima e quattordicesima piazza nella prima fase.
Le ultime due classificate disputeranno le semifinali dei play-out per non retrocedere in 1. Division 2017-2018

#### Classifica
|  | Pos. | Squadra | Pt | G  | V  | N  | P  | GF | GS | DR   |
|  | ---- | ------- | -- | -- | -- | -- | -- | -- | -- | ---- |
|  | 1.   | Randers | 41 | 32 | 11 | 8  | 13 | 33 | 37 | - 4  |
|  | 2.   | Odense  | 39 | 32 | 10 | 9  | 13 | 33 | 38 | - 5  |
|  | 3.   | Horsens | 34 | 32 | 8  | 10 | 14 | 33 | 53 | - 20 |
|  | 4.   | Esbjerg | 32 | 32 | 7  | 11 | 14 | 33 | 54 | - 21 |

Legenda:
      Ammesse ai quarti di finale per lo spareggio per l'UEFA Europa League 2017-2018
      Ammesse al primo turno dei play-out play-out
Note:

Tre punti a vittoria, uno a pareggio, zero a sconfitta.

#### Risultati
|         | Esb  | Hor  | Ode  | Ran    |
| ------- | ---- | ---- | ---- | ------ |
| Esbjerg | –––– | 0-1  | 1-1  | 0-0    |
| Horsens | 1-3  | –––– | 0-0  | 2-1    |
| Odense  | 3-0  | 2-1  | –––– | 1-0    |
| Randers | 0-0  | 2-0  | 4-0  | ––––\| |

### Play-out girone B
Si qualificano a questo turno le squadre classificate alla ottava, nona, dodicesima e tredicesima piazza nella prima fase.
Le ultime due classificate disputeranno le semifinali dei play-out per non retrocedere in 1. Division 2017-2018

#### Classifica
|  | Pos. | Squadra   | Pt | G  | V  | N  | P  | GF | GS | DR   |
|  | ---- | --------- | -- | -- | -- | -- | -- | -- | -- | ---- |
|  | 1.   | Silkeborg | 38 | 32 | 9  | 11 | 12 | 36 | 51 | - 15 |
|  | 2.   | Aalborg   | 38 | 32 | 10 | 8  | 14 | 30 | 45 | - 15 |
|  | 3.   | Aarhus    | 37 | 32 | 10 | 7  | 15 | 45 | 46 | - 1  |
|  | 4.   | Viborg    | 33 | 32 | 8  | 9  | 15 | 35 | 47 | - 12 |

Legenda:
      Ammesse ai quarti di finale per lo spareggio per l'UEFA Europa League 2017-2018
      Ammesse al primo turno dei play-out play-out
Note:

Tre punti a vittoria, uno a pareggio, zero a sconfitta.

#### Risultati
|           | Aal  | Aar  | Sil  | Vib    |
| --------- | ---- | ---- | ---- | ------ |
| Aalborg   | –––– | 1-0  | 0-1  | 0-1    |
| Aarhus    | 4-0  | –––– | 1-3  | 1-0    |
| Silkeborg | 0-0  | 0-2  | –––– | 1-2    |
| Viborg    | 1-1  | 2-4  | 0-0  | ––––\| |

## Qualificazione per l'Europa League
|  | Quarti di finale | Quarti di finale | Quarti di finale | Quarti di finale |   |        | Semifinali | Semifinali | Semifinali | Semifinali |  |  | Finale      | Finale |  |  |
|  |                  |                  |                  |                  |   |        |            |            |            |            |  |  |             |        |  |  |
|  | Odense           | 3                | 1                | 4                |   |        |            |            |            |            |  |  |             |        |  |  |
|  | Silkeborg        | 1                | 2                | 3                |   |        |            |            |            |            |  |  |             |        |  |  |
|  | Silkeborg        | 1                | 2                | 3                |   | Odense | 1          | 0          | 1          |            |  |  |             |        |  |  |
|  |                  |                  |                  |                  |   | Odense | 1          | 0          | 1          |            |  |  |             |        |  |  |
|  |                  | Randers          | 1                | 2                | 3 |        |            |            |            |            |  |  |             |        |  |  |
|  | Aalborg          | Randers          | 1                | 2                | 3 | 0      | 1          | 1          |            |            |  |  |             |        |  |  |
|  | Aalborg          |                  |                  |                  |   | 0      | 1          | 1          |            |            |  |  |             |        |  |  |
|  | Randers          | 2                | 2                | 4                |   |        |            |            |            |            |  |  |             |        |  |  |
|  |                  |                  |                  |                  |   |        |            |            |            |            |  |  | Midtjylland | 3      |  |  |
|  |                  |                  | Randers          | 0                |   |        |            |            |            |            |  |  |             |        |  |  |

## Play-out
|  | Quarti di finale | Quarti di finale | Quarti di finale | Quarti di finale |   |        | Semifinali | Semifinali | Semifinali | Semifinali |  |  | Finale    | Finale |   |   |
|  |                  |                  |                  |                  |   |        |            |            |            |            |  |  |           |        |   |   |
|  | Esbjerg          | 0                | 1                | 1                |   |        |            |            |            |            |  |  |           |        |   |   |
|  | Aarhus           | 0                | 3                | 3                |   |        |            |            |            |            |  |  |           |        |   |   |
|  | Aarhus           | 0                | 3                | 3                |   | Aarhus | 2          | 1          | 3          |            |  |  |           |        |   |   |
|  |                  |                  |                  |                  |   | Aarhus | 2          | 1          | 3          |            |  |  |           |        |   |   |
|  |                  | Viborg           | 2                | 0                | 2 |        |            |            |            |            |  |  |           |        |   |   |
|  | Viborg           | Viborg           | 2                | 0                | 2 | 3      | 0          | 3          |            |            |  |  |           |        |   |   |
|  | Viborg           |                  |                  |                  |   | 3      | 0          | 3          |            |            |  |  |           |        |   |   |
|  | Horsens          | 0                | 1                | 1                |   |        |            |            |            |            |  |  |           |        |   |   |
|  |                  |                  |                  |                  |   |        |            |            |            |            |  |  | Helsingør | 1      | 2 | 3 |
|  |                  |                  | Viborg           | 1                | 2 | 3      |            |            |            |            |  |  |           |        |   |   |

|  | Semifinali | Semifinali | Semifinali | Semifinali |   |         | Finale | Finale | Finale | Finale |  |  |  |  |  |  |
|  |            |            |            |            |   |         |        |        |        |        |  |  |  |  |  |  |
|  | Esbjerg    | 1          | 2          | 3          |   |         |        |        |        |        |  |  |  |  |  |  |
|  | Horsens    | 1          | 3          | 4          |   |         |        |        |        |        |  |  |  |  |  |  |
|  | Horsens    | 1          | 3          | 4          |   | Horsens | 0      | 3      | 3      |        |  |  |  |  |  |  |
|  |            |            |            |            |   | Horsens | 0      | 3      | 3      |        |  |  |  |  |  |  |
|  |            | Vendsyssel | 0          | 0          | 0 |         |        |        |        |        |  |  |  |  |  |  |

## Verdetti finali
Copenaghen campione di Danimarca e qualificata al secondo turno preliminare di UEFA Champions League 2017-2018
 Brøndby (seconda classificata) qualificata al secondo turno preliminare diUEFA Europa League 2017-2018
 Lyngby e  Midtjylland (terza classificata e vincitrice dei play-off) qualificate al primo turno preliminare di UEFA Europa League 2017-2018
 Esbjerg e  Viborg  retrocesse in 1. Division 2017-2018

## Statistiche

### Record
- Maggior numero di vittorie: Copenaghen (25)
- Minor numero di vittorie: Esbjerg (7)
- Maggior numero di pareggi: Esbjerg (13)
- Minor numero di pareggi: Lyngby (7)
- Maggior numero di sconfitte: Viborg (17)
- Minor numero di sconfitte: Copenaghen (2)
- Miglior attaccoː Copenaghen (74 gol fatti)
- Peggior attacco: Aalborg (30 gol fatti)
- Miglior difesa: Copenaghen (20 gol subiti)
- Peggior difesa: Esbjerg (61 gol subiti)
- Miglior differenza reti: Copenaghen (+54)
- Peggior differenza reti: Viborg (-37)

### Classifica marcatori
| Gol |  |  | Giocatore          | Squadra      |
| --- |  |  | ------------------ | ------------ |
| 23  |  |  | Marcus Ingvartsen  | Nordsjælland |
| 20  |  |  | Teemu Pukki        | Brøndby      |
| 18  |  |  | Paul Onuachu       | Midtjylland  |
| 16  |  |  | Morten Rasmussen   | Aarhus       |
| 13  |  |  | Kamil Wilczek      | Brøndby      |
| 12  |  |  | Federico Santander | Copenaghen   |
| 12  |  |  | Emiliano Marcondes | Nordsjælland |
| 12  |  |  | Andreas Cornelius  | Copenaghen   |
| 11  |  |  | Jeppe Kjær         | Lyngby       |
| 11  |  |  | Robin Söder        | Esbjerg      |